# Seladaloura
Seladaloura (A Sela da Loura) ist ein Weiler in der Gemeinde Vegadeo der autonomen Region Asturien in Spanien.

## Geographie
Seladaloura liegt nahe dem Rio Suaron, einem Nebenfluss des Rio Eo und hat 17 Einwohner (2020) auf einer Fläche von 27,87 km². Die nächste größere Ortschaft ist Vegadeo, der 13 km entfernte Hauptort der gleichnamigen Gemeinde. Das Dorf gehört zu dem Parroquia Meredo.

## Verkehrsanbindung
Sela Da Loura ist über die AS-11 auf die Landstraße über Monticelo und Vijande erreichbar.

## Klima
Angenehm milde Sommer mit ebenfalls milden, selten strengen Wintern. In den Hochlagen können die Winter durchaus streng werden.

## Sehenswürdigkeiten
- Kapelle Virgen de Lourdes
- Reserva Natural Parcial de la Ría del Eo (Naturpark)